# Jan George Bertelman
Jan George Bertelman (Amsterdam, 21 januari 1782 - aldaar, 25 januari 1854) was een Nederlands componist en muziekleraar.

## Leven en werk
Bertelman werd in 1782 in Amsterdam geboren als zoon van Joost Hendrik Bertelman en Johanna Schok. Rond zijn negende jaar overleed zijn vader. Hij studeerde bij Daniël Brachthuyser (1769), een blinde organist van de Nieuwe Kerk Amsterdam. Daarnaast moest hij zelf lesgeven om in het levensonderhoud van zijn moeder en hemzelf te voorzien. Bertelman was in Amsterdam componist, organist en muziekpedagoog. Tot zijn leerlingen behoorden Johannes van Bree, Richard Hol en Hermina Maria Dijk.
Bertelman was onder andere erelid van de Koninklijke Akademie van Beeldende Kunsten, lid van verdienste van de Maatschappij tot Nut van het Algemeen en van de Maatschappij tot Bevordering der Toonkunst en honorair lid van de academie Santa Cecilia in Rome. Hij werd in 1842 benoemd tot Ridder in de Orde van de Nederlandse Leeuw.
Bertelman trouwde op 28 april 1820 te Amsterdam met Dorothea Christina Kathman. Hij overleed in januari 1854 op 72-jarige leeftijd in Amsterdam. Zijn zoon Johannes Jacobus Bertelman werd kunstschilder en stadstekenmeester te Gouda en was daar medeoprichter van het Goudse museum (het latere Museum Gouda).
Bertelman werd begraven in de Nieuwe Kerk te Amsterdam. In deze stad zijn de Bertelmanstraat en het Bertelmanplein naar hem genoemd.
Bertelman wordt beoordeeld als een bekwame muziektheoreticus die een harmonieleer schreef, veel kennis had van de ontwikkeling van muziekinstrumenten en als een der eerste Nederlanders het belang inzag van Bach. Als componist wordt hij beschouwd als een goede maar behoudende vakman.

## Diverse composities van Bertelman
- De slag bij Nieuwpoort (cantate)
- Het vijftigjarig bestaan der Maatschappij Felix Meritis
- Enkele kinderliedjes uit het liedboek Kinderliederen (1843) van J.P. Heije, waaronder Lammetje, loop je zoo eenzaam te blâten / Over de heî! Over de heî
- Requiem voor driestemmig mannenkoor en orkest (1808)
- Voorts: een Missa, enkele cantates, ouvertures, concerten, salonstukken voor piano (waaronder variaties op de cavatina Di tanti palpiti van Rossini), liederen, koorwerken

- Biografisch Portaal: 27220825
- Gemeinsame Normdatei: 101733594X
- International Standard Name Identifier: 0000 0003 9543 599X
- MusicBrainz: c0ba8966-6253-4360-b3d3-001b14f23ead
- Nederlandse Thesaurus van Auteursnamen: 183340450
- Virtual International Authority File: 290169555
- WorldCat: E39PCjw7cvbP3RqtRPKfFQKy3P